# 糖蕾絲
糖蕾絲（英語：sugar lace）是一種糕點裝飾，主要成分為糖，但口感淡，不會改變食物原有的風味，可增加食物的美感與浪漫氛圍，使用專用的原料和模具，製作上非常容易，也比一點一點的手繪來的省時方便，現除了糕點裝飾外，已逐漸運用在點心擺盤、冷熱飲品、糖霜餅乾上。